# Passage Berzélius
Ne pas confondre avec la rue Berzélius, située à proximité.
Le passage Berzélius est une voie située dans le quartier des Épinettes du 17e arrondissement de Paris.

## Situation et accès
Le passage Berzélius est desservi par les lignes 13 et 14 à la station Porte de Clichy.

## Origine du nom

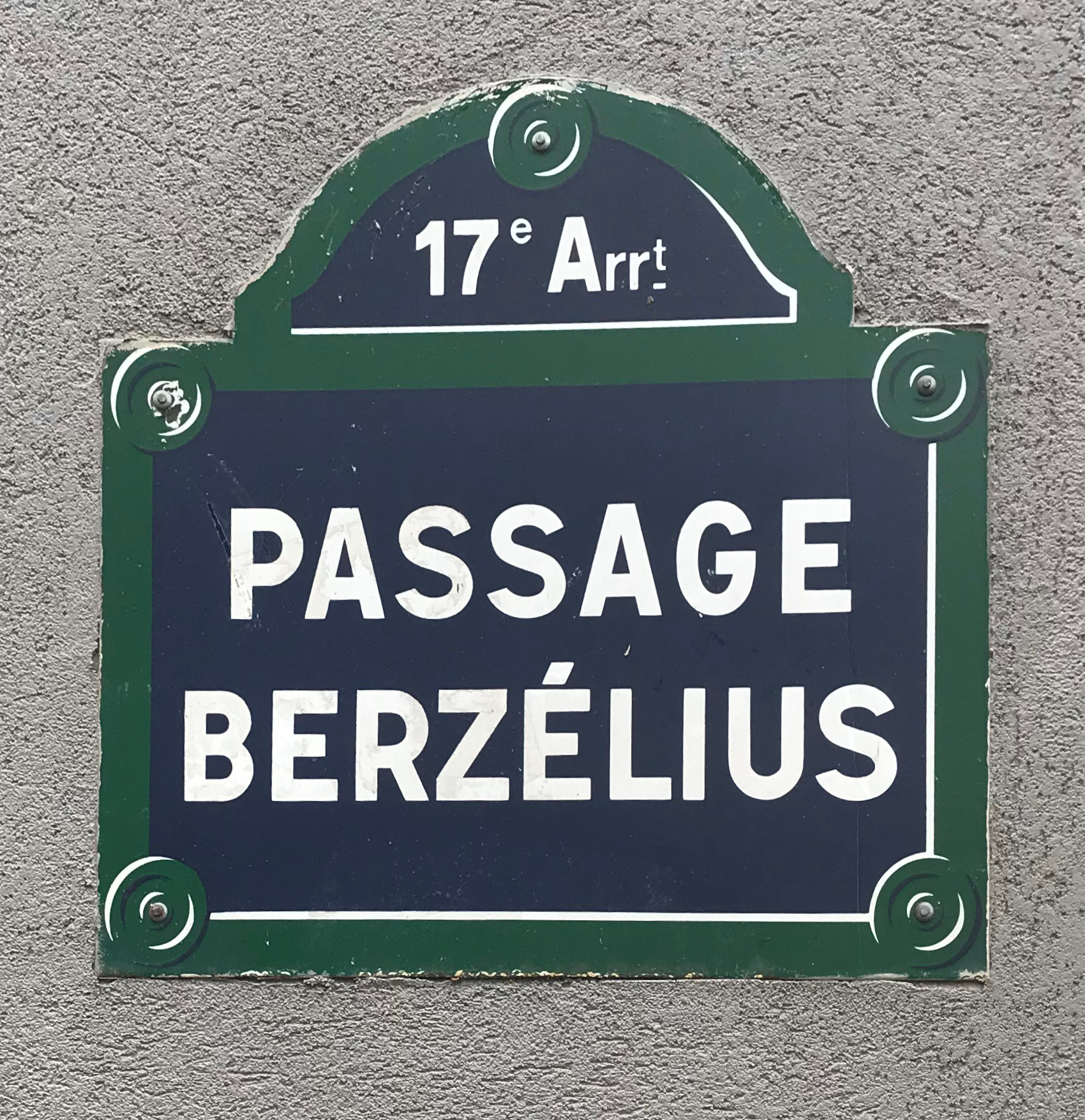
Panneau de la voie.

Le passage doit son nom à la proximité de la rue éponyme dédiée au chimiste suédois Jöns Jacob Berzelius (1779-1848).

## Historique
Cette voie est classée dans la voirie parisienne par un arrêté du 29 août 1961.